# パット・オサリヴァン
パトリシア・B・オサリヴァン・ルーシー（Patricia B. O'Sullivan Lucey、1926年9月1日 – 2019年11月6日）は、アメリカ合衆国のアマチュア女子ゴルファー。

## 来歴
コネチカット州ニューヘイブンで、コネチカット州の下院議員（1923年–1925年）とコネチカット州最高裁判所の裁判官（1950年–1957年）を務めた父パトリック・ブレット・オサリヴァンと母マーガレット・ロートンの娘として生まれる。キャサリン・ギブス・カレッジとブラッドフォード・カレッジで学んだ。
1950年、1951年、1953年のノースアンドサウス女子アマチュアゴルフ選手権に勝利した。また、1951年には当時のLPGAメジャー選手権の1つであったタイトルホルダーズ選手権で優勝。1952年、カーティスカップでアメリカ合衆国代表チームのメンバーとなり、故郷であるニューイングランドのいくつかのトーナメントで優勝した。
オサリヴァンは、マサチューセッツ州下院議員（1947年–1953年）及びマサチューセッツ州ブロックトン市長（1952年–1956年）を務めたC・ジェラルド・ルーシーと結婚した。
1942年からコネチカット州オレンジのレース・ブルック・カントリークラブのメンバーであった。彼女の栄誉を讃え、クラブ内の9ホールハーフコースは「オサリヴァン」と名付けられた。1967年、コネチカット州ゴルフ殿堂入りを果した。

## メジャー選手権

### 優勝 (1回)
| 年     | 選手権                   | 優勝スコア            | ストローク差 | 2位の選手          |
| ------ | ------------------------ | --------------------- | ------------ | ------------------ |
| 1951年 | タイトルホルダーズ選手権 | +13 (72-76-77-76=301) | 2打差        | ビバリー・ハンソン |

## 団体戦
アマ
- カーティスカップ (アメリカ合衆国代表): 1952年